# Lukanka

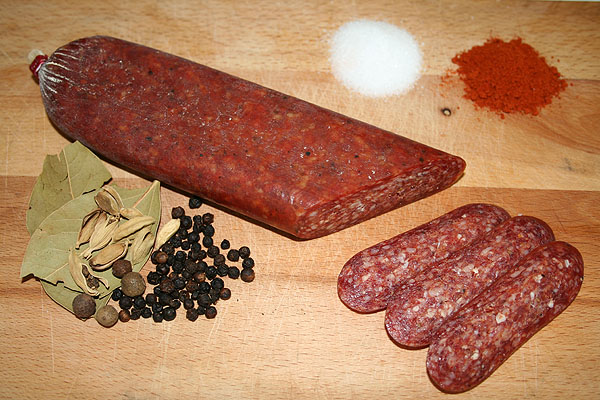
Lukanka

Lukanka (bulgarisch луканкаⓘ [ɫoˈkaŋkɐ]) ist eine Salamispezialität aus Bulgarien. Sie ist regional unterschiedlich und ähnlich wie Sucuk, aber oft stärker gewürzt. Lukanka ist luftgetrocknet (jedoch nur halb getrocknet) und hat eine typische stark abgeflachte Form und eine braunrote Füllung mit Haut, die normalerweise mit einem weißen Edelschimmel bedeckt ist. Lukanka wird in der Regel fein geschnitten und kalt als Vorspeise (siehe Mese) oder als Nachspeise serviert. In Restaurants wird sie gerne auch als Zwischengang serviert.
Traditionell wird Lukanka aus einer Mischung von Schweinefleisch und Rindfleisch, sowie Gewürzen (schwarzer Pfeffer, Kreuzkümmel und Salz) zubereitet. Die Wurstmasse wird in einen Naturdarm vom Rind gefüllt, wobei etwaige Luftreste in der Rohmasse im Darm unbedingt entfernt werden müssen, beispielsweise durch Einstechen mit einer feinen Nadel und Ausdrücken der Luftblase. Danach wird die Lukanka aufgehängt, um für etwa 20 bis 30 Tage in einem gut gelüfteten Ort zu trocknen. In dieser Zeit wird sie immer wieder abgehängt und gepresst um die typische flache Form zu bekommen. Das erste Mal wird sie am 6. bis 8. Tag gepresst. Insgesamt wird sie 2- bis 5-mal gepresst.
In Bulgarien gibt es mehrere Regionen, die für ihre Lukanka-Produktion bekannt sind. Die meisten davon sind in Zentralbulgarien, am Fuße des Balkangebirges, wie zum Beispiel die Regionen von Smjadowo, Panagjurischte und Karlowo zu finden. Die „Karlowska Lukanka“ (bulg. Карловска луканка) ist eine geschützte geografische Angabe (g.g.A.) und durch das Patentamt der Republik Bulgarien patentierte regionale Marke.
Lukanka in der Form eines Hufeisens wird in Bulgarien als Sucuk (bulg. суджук) bezeichnet.
Ähnliche Würste findet man auch als Loukanika in Griechenland und als Luganega oder Lucanica in Italien. Ursprünglich stammt der Name von den antiken Lukanischen Würsten (Lucanicae) aus der Region Lukanien (der heutigen Basilicata).